# 松平勝成
松平 勝成（まつだいら かつしげ）は、江戸時代後期の大名、茶人。伊予国松山藩第13代・15代（再勤）藩主。定勝系久松松平家宗家第14代・16代当主。第15代将軍・徳川慶喜の従兄。明治維新後は久松 勝成（ひさまつ かつしげ）を名乗った。

## 生涯
讃岐国高松藩主・松平頼恕の三男として誕生した。母は側室の正林院殿（浅田氏の娘）。幼名は増之助。
弘化4年（1847年）、伊予松山藩第12代藩主・松平勝善の養嗣子となる。同年、従四位下に叙され、溜間詰格に任ぜられる。続いて刑部大輔に任ぜられ、のちに式部大輔に転任、侍従に昇る。嘉永4年（1851年）、溜間詰に任ぜられる。安政3年（1856年）、勝善の死去により家督を相続し、隠岐守に転任する。勝成もまた子に恵まれず、同6年（1859年）、先代・勝善の娘（貞恭院殿）を養女とし、藤堂高猷の五男・練五郎（のちの定昭）を配して養子とする。
万延元年（1860年）、神奈川警衛の功により左近衛権少将に昇進する。文久3年（1863年）、参内し孝明天皇の拝謁を賜う。この後、計3回の拝謁を賜う。幕末の混乱時では京都の警備と第14代将軍・徳川家茂の供奉に従う。元治元年（1864年）、第一次長州征討では一番手の出兵を命ぜられ、一応ながら勝利を収めた。この年、従四位上に昇り、歴代藩主で最高位に達する。第二次長州征討においても同じく一番手の出兵を命ぜられたが、幕府側の足並みがそろわず、実際に戦闘を繰り広げたのは松山藩のみで、敗戦を喫す。また、第二次長州征討時に占領した大島で、配下の兵が住民に対して乱暴狼藉を働いたことで、幕府軍の大義名分に大きな傷をつけると同時に、相手方の長州藩の恨みを買うこととなり、その後の松山藩の苦境の遠因をなした。なお、第二次長州征討が終了した年である1866年の11月17日には謝罪の使者を大島に派遣している。
慶応3年（1867年）、勝成はかねてより願い出て隠居が許され、家督を養子・定昭に譲る。その後、鳥羽・伏見の戦いでは大坂梅田に兵300を配置していたところから、朝廷より藩主・定昭が蟄居を命ぜられ、勝成が再勤を命ぜられる。松山藩は土佐藩山内家に進駐（松山城へ土佐藩兵が5か月間入城）されるも恭順の意を示し、松平家の家名と松山藩を守る。
同年、太政官布告により源姓松平氏と葵紋を返上し、菅原姓久松氏に復姓する。版籍奉還により明治2年（1869年）に藩知事に就任する。同4年（1871年）、再び家督を養嗣定昭に譲る。定昭の死去後はその養嗣・定謨が元服するまでその後見人となる。明治20年（1887年）12月26日に正四位叙任、明治25年（1892年）7月5日に実弟・頼聰と共に従三位に叙任、明治31年（1898年）6月20日に同じく頼聰と共に正三位に叙任された。
茶人としても知られ、忍叟と号した。明治31年（1898年）、松浦詮（心月庵）が在京の華族､知名士等と設立した輪番茶事グループ「和敬会」の会員となる。会員は、青地幾次郎（湛海）・石黒忠悳（况翁）・伊藤雋吉（宗幽）・伊東祐麿（玄遠）・岩見鑑造（葎叟）・岡崎惟素（淵冲）・金澤三右衛門（蒼夫）・戸塚文海（市隠）・東胤城（素雲）・東久世通禧（古帆）・松浦恒（無塵）・三田葆光（櫨園）・三井高弘（松籟）・安田善次郎（松翁）の以上16人（後に益田孝（鈍翁）、高橋義雄（箒庵）が入会）で､世に「十六羅漢」と呼ばれた。
明治45年（1912年）2月8日、東京にて死去した。享年81。法号は寛裕院殿。東京三田済海寺に葬られる。

## 系譜
- 父：松平頼恕（1798 - 1842）
- 母：正林院殿 - 側室、浅田氏
- 正室：令姫（? - 1854） - 清亮院殿、松平勝善養女、松平定通の娘、嘉永7年（1854年）卒去。
  - 長女：浄徳院（1850 - 1850）
- 継室：鋼姫 - 法名は純光院。酒井忠学の娘。
  - 長男：久松定靖（1873 - ?）- 養子は松平忠敬子爵の次男・忠嗣。
- 養子
  - 邦（? - 1904） - 貞恭院殿、松平勝善の娘、松平定昭正室
  - 松平定昭（1845 - 1872） - 藤堂高猷の五男